# Malvertising
Malvertising (ein Kofferwort aus „Malware“, schädliche Software, und „Advertising“, Werbung) bezeichnet eine Methode, um über Computernetzwerke schädliche Programme zu verbreiten. Dabei dient oberflächlich gesehen harmlose Internet-Werbung als Vehikel, um Programmcode auszuführen oder nachzuladen. Für einige der Angriffsmöglichkeiten muss der Benutzer nicht einmal auf die Werbeanzeige klicken, damit sein Computer infiziert wird (sogenannter Drive-by-Download).
Für den Angreifer besteht der Vorteil darin, dass er den Server, über welchen die Schadsoftware verbreitet wird, nicht unter seine Kontrolle bringen muss. Er muss lediglich darauf vertrauen, dass der Webseiten-Betreiber beziehungsweise das Inserate-Netzwerk die Funktionsweise der Werbeinhalte nicht eingehend prüft, was aber wegen Ressourcenmangels oder mangels technischer Expertise oft unmöglich ist. Auch seriöse Webseiten – wie jene von Reuters, BBC News, MSN, Yahoo, Youtube oder der New York Times – waren in der Vergangenheit betroffen. Doch nicht selten wird das Malvertising auch per E-Mail verschickt. Echt aussehende Newsletter von reputablen Firmen werden dort für Gewinnspiele, Gutscheinaktionen und Ähnliches benutzt, um die Empfänger Schadsoftware, wie z. B. Banktrojaner herunterladen zu lassen.
Ein Schutz gegen Malvertising können geeignete Browser-Erweiterungen wie etwa der Adblocker uBlock Origin darstellen, welche das Laden und Ausführen von Werbeinhalten so wie Webtracking, Cross-Site-Scripting und Ähnliches unterbinden.